# Givenchy-le-Noble
Givenchy-le-Noble – miejscowość i gmina we Francji, w regionie Hauts-de-France, w departamencie Pas-de-Calais.
Według danych na rok 1990 gminę zamieszkiwało 158 osób, a gęstość zaludnienia wynosiła 63 osób/km² (wśród 1549 gmin regionu Nord-Pas-de-Calais Givenchy-le-Noble plasuje się na 1051. miejscu pod względem liczby ludności, natomiast pod względem powierzchni na miejscu 874.).